# Umowa warszawska 1920
Umowa warszawska (ukr. Варшавський договір) – tajna umowa międzynarodowa między Rzeczpospolitą Polską (II RP) a Ukraińską Republiką Ludową (URL) zawarta 21 kwietnia 1920 roku w Warszawie, w czasie wojny polsko-bolszewickiej.

## Postanowienia
Rząd polski uznał w niej istnienie URL i zrezygnował z roszczeń do ziem sięgających granicy wschodniej Rzeczypospolitej Obojga Narodów z 1772 roku. Rząd URL uznał granicę polsko-ukraińską na Zbruczu i przecinającą Wołyń na wschód od Zdołbunowa (pozostawiając Równe i Krzemieniec po stronie polskiej) i dalej na północ do linii Prypeci. Oznaczało to zrzeczenie się przez Ukrainę terenów leżących na zachód od określonej w umowie linii granicznej. Oba kraje zobowiązały się do niezawierania umów międzynarodowych skierowanych przeciw sobie oraz gwarantowały prawa ukraińskiej ludności w Polsce i polskiej na Ukrainie. Ze strony polskiej umowę podpisał wiceminister spraw zagranicznych Jan Dąbski, ze strony ukraińskiej kierownik ministerstwa spraw zagranicznych, przewodniczący delegacji URL na rozmowy z Polską toczone od jesieni 1919 roku, Andrij Liwycki.
Częścią składową umowy była konwencja wojskowa z 24 kwietnia 1920 roku, podpisana przez ukraińskiego generała Wołodymyra Sinklera i najbliższego współpracownika Józefa Piłsudskiego, Walerego Sławka oraz Wacława Jędrzejewicza (działających jako pełnomocnicy Naczelnego Wodza), która rozpoczynała współpracę militarną obu krajów przeciw bolszewickim wojskom na terytorium Ukrainy. Umowa z 21 kwietnia obowiązywała od chwili podpisania (art. 9), umowa z 24 kwietnia nabierała siły równocześnie z pierwszą (art. 1). Obie umowy były tajne, z wyjątkiem opublikowanego w Monitorze Polskim aktu uznania państwowego Ukraińskiej Republiki Ludowej i Dyrektoriatu Symona Petlury jako rządu Ukrainy.
Obie sporządzono w języku polskim i ukraińskim z zastrzeżeniem, że w razie wątpliwości tekst polski uważany będzie za autentyczny. Bezpośrednim skutkiem podpisania umowy była rozpoczęta cztery dni później wyprawa kijowska.
12 października 1920 roku  w Rydze polska delegacja podpisała zawieszenie broni w wojnie polsko-bolszewickiej, uznając jako stronę nie tylko RFSRR, ale i USRR, co oznaczało wycofanie uznania dyplomatycznego Ukraińskiej Republiki Ludowej. Traktat ryski, zawarty ostatecznie 18 marca 1921 r. potwierdzał uznanie USRR jako „państwa ukraińskiego”, tym samym milcząco anulował postanowienia umowy warszawskiej.

## Upamiętnienie
Udział żołnierzy ukraińskich w wojnie polsko-bolszewickiej upamiętniany jest m.in. w trakcie harcerskiej akcji Płomień Braterstwa przy mogiłach wojsk URL znajdujących się na terenie współczesnej Polski. 
W 2022 roku, w przeddzień Święta Wojska Polskiego, hołd żołnierzom ukraińskim spoczywającym na prawosławnym cmentarzu na warszawskiej Woli oddał prezydent Andrzej Duda w obecności ambasadora Ukrainy Wasyla Zwarycza i prawosławnego ordynariusza wojskowego abp Jerzego.
Sojuszowi polsko-ukraińskiemu poświęcono film dokumentalny Trudne braterstwo (1998). Do tego zagadnienia odnosi się także powstały w 2019 roku film Tajna operacja (reż. Walerij Szałyga).